# Dietrich Haarer
Dietrich Haarer (* 23. Juni 1938 in Stuttgart) ist ein deutscher Physiker. Haarer gilt als Experte auf dem Gebiet der Experimentalphysik. Er hält Patente im Bereich der optischen Informationsspeicher.

## Leben und Wirken
Haarer wurde als Sohn eines Gymnasialprofessors geboren. Nach dem Abitur studierte er an der Universität Stuttgart Physik. Dem Diplom 1966 folgte 1969 die Promotion über ESR-Untersuchungen an Triplettexcitonen in Anthracen- und Naphthalin-Einkristallen. Im Anschluss ging er als Postdoctoral Fellow 1970 in die Forschungsabteilung des Computerherstellers IBM in San José (Vereinigte Staaten). Erst 1980 kehrte er nach Deutschland zurück, als ihn der Ruf auf den Lehrstuhl für experimentelle Physik der Universität Bayreuth erreichte. Dort gilt er als einer der Gründerväter der Fakultät für Angewandte Naturwissenschaften.
Von 1989 bis 2001 war er Mitglied im wissenschaftlich-technischen Beirat der Bayerischen Staatsregierung, in den Jahren 1990 und 1991 gehörte er einer vom Bundesforschungsminister einberufenen Perspektivkommission für das Kernforschungszentrum Karlsruhe an. Eine Berufung in den Wissenschaftsrat lehnte er 1993 aufgrund seiner zahlreichen Verpflichtungen ab.
1998 ließ Haarer sich in Bayreuth beurlauben, um für drei Jahre die Leitung des Forschungsbereichs Physik der Bayer AG in Leverkusen zu übernehmen. Von 2001 bis zu seiner Emeritierung forschte er wieder in Bayreuth.

## Auszeichnungen
- 1992: Max-Planck-Forschungspreis (zusammen mit Robert J. Silbey, MIT)
- 2002: Verdienstkreuz I. Klasse als Vorreiter eines modernen naturwissenschaftlichen Ansatzes für ein vernetztes Forschen und Denken
- 2006: Bayerischer Verdienstorden

| Personendaten    | Personendaten      |
| ---------------- | ------------------ |
| NAME             | Haarer, Dietrich   |
| KURZBESCHREIBUNG | deutscher Physiker |
| GEBURTSDATUM     | 23. Juni 1938      |
| GEBURTSORT       | Stuttgart          |